# Vinho do Tejo
Vinho do Tejo (anteriormente conocida como Ribatejo) es una denominación de origen controlada (DOC) portuguesa para vinos producidos en la región demarcada de Ribatejo, que abarca las subregiones de Cartaxo, Santarém, Almeirim, Coruche, Tomar y Chamusca, situadas en las riberas del Tajo, en el centro oeste del país.
Los vinos de Ribatejo pueden ser blancos, tintos, rosados, espumosos y licorosos. También se producen bajo esta denominación aguardiente y vinagre de vino.

## Variedades de uva
- Tintas: Aragonez (Tinta Roriz), Baga, Camarate, Castelão (João Santarém1 o Periquita) Preto Martinho, Tinta Miúda, Touriga Franca, Touriga Nacional y Trincadeira (Tinta Amarela).
- Blancas: Arinto (Pedernã), Fernão Pires (Maria Gomes), Rabo de Ovelha, Tália, Trincadeira das Pratas, Verdelho y Vital.